# Lü Zushan
Lü Zushan ( Traditionel kinesisk :吕祖善; Forenklet kinesisk :吕祖善; Hanyu Pinyin : Lǚ Zǔshàn, født i november 1946) er en kinesisk politiker. Siden januar 2003 har han været guvernør for Zhejiang-provinsen, en stilling, der blev bekræftet i 2008. Han er også medlem af 17th Central Committee of the Communist Party of China.